# Spitze (hyperbolische Geometrie)
Spitzen (engl.: cusps) in der hyperbolischen Geometrie sind in der für die Zahlentheorie wichtigen Theorie der Modulformen und allgemein in der Theorie Fuchsscher und Kleinscher Gruppen von Bedeutung.

## Definition
Es sei {\displaystyle \Gamma \subset \operatorname {Isom} (H^{n})} eine diskrete Gruppe von Isometrien des hyperbolischen Raumes {\displaystyle H^{n}}.
Ein Punkt im Unendlichen {\displaystyle c\in \partial _{\infty }H^{n}} ist eine Spitze von {\displaystyle \Gamma }, wenn es eine parabolische Isometrie {\displaystyle \gamma \in \Gamma } mit Fixpunkt {\displaystyle c} gibt.

## Beispiel

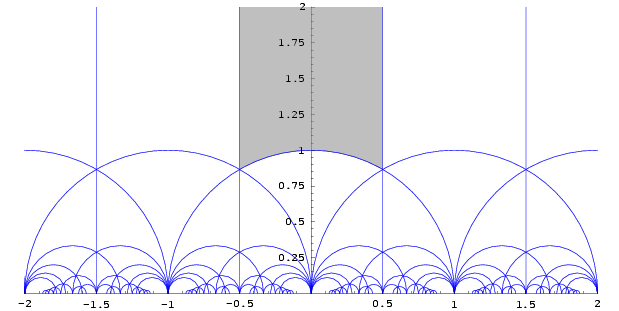
Pflasterung von durch Fundamentalbereiche der -Wirkung. Die Eckpunkte im Unendlichen sind die Spitzen von.

Sei {\displaystyle \Gamma =PSL(2,\mathbb {Z} )} die auf der hyperbolischen Ebene {\displaystyle H^{2}} wirkende Modulgruppe. Nach der Identifikation
{\displaystyle \partial _{\infty }H^{2}=P^{1}\mathbb {R} =\mathbb {R} \cup \left\{\infty \right\}}
entsprechen die Spitzen von {\displaystyle PSL(2,\mathbb {Z} )} genau den rationalen Punkten
{\displaystyle \mathbb {Q} \cup \left\{\infty \right\}}.
Zum Beispiel ist {\displaystyle \infty } der Fixpunkt der parabolischen Isometrie {\displaystyle \left({\begin{array}{cc}1&1\\0&1\end{array}}\right)} und {\displaystyle {\frac {a}{c}}\in \mathbb {Q} } ist ein Fixpunkt der parabolischen Isometrie {\displaystyle \left({\begin{array}{cc}1-ac&a^{2}\\-c^{2}&1+ac\end{array}}\right)}.
Alle Spitzen von {\displaystyle PSL(2,\mathbb {Z} )} liegen im {\displaystyle PSL(2,\mathbb {Z} )}-Orbit von {\displaystyle \infty }.
Eine Kongruenzuntergruppe {\displaystyle \Gamma (N):=\operatorname {ker} (PSL(2,\mathbb {Z} )\to PSL(2,\mathbb {Z} /N\mathbb {Z} ))\subset PSL(2,\mathbb {Z} )} hat dieselben Spitzen wie {\displaystyle PSL(2,\mathbb {Z} )}, also ebenfalls {\displaystyle \mathbb {Q} \cup \left\{\infty \right\}}. Es gibt in diesem Fall aber mehrere {\displaystyle \Gamma _{N}}-Orbiten von Spitzen.

## Rang einer Spitze
Der Stabilisator {\displaystyle \Gamma _{c}} einer Spitze {\displaystyle c} ist eine freie abelsche Gruppe parabolischer Isometrien. Der Rang {\displaystyle \operatorname {rk} (c)} der Spitze {\displaystyle c} ist definiert als der Rang der freien abelschen Gruppe {\displaystyle \Gamma _{c}}.
Für jede Spitze {\displaystyle c\in \partial _{\infty }H^{n}} gilt die Ungleichung
{\displaystyle 1\leq \operatorname {rk} (c)\leq n-1}.

## Kompaktifizierungen durch Spitzen
Falls alle Spitzen von {\displaystyle \Gamma } den Rang {\displaystyle n-1} haben, kann die nichtkompakte Mannigfaltigkeit {\displaystyle \Gamma \backslash H^{n}} durch Hinzunahme je einer Spitze aus jedem {\displaystyle \Gamma }-Orbit kompaktifiziert werden.
Jede Spitze {\displaystyle c} hat dann in der Kompaktifizierung eine Familie von Umgebungen, die (nach Herausnehmen der Spitze) homöomorph zu Quotienten {\displaystyle \Gamma _{c}\backslash H_{c}} von Horobällen {\displaystyle H_{c}} mit Zentrum {\displaystyle c} sind. Diese Umgebungen sind Spitzen im Sinne der Differentialgeometrie.
Beispiel: {\displaystyle PSL(2,\mathbb {Z} )\backslash H^{2}} ist vermittels der j-Invariante homöomorph zur komplexen Ebene {\displaystyle \mathbb {C} }, durch Hinzunahme der Spitze {\displaystyle PSL(2,\mathbb {Z} ).\infty } erhält man die Kompaktifizierung {\displaystyle P^{1}\mathbb {C} =\mathbb {C} \cup \left\{\infty \right\}}. (Dies ist ein Spezialfall der Satake-Kompaktifizierung.) Ähnlich können die Quotienten {\displaystyle \Gamma (N)\backslash H^{2}} durch Hinzunahme endlich vieler Spitzen kompaktifiziert werden.  Diese Konstruktion ist beim Verständnis von Spitzenformen von Bedeutung.

## Verallgemeinerungen
Spitzen können allgemeiner auch für gewisse lokal symmetrische Räume definiert werden, sie sind damit zusammenhängend in der für die Zahlentheorie wichtigen und die Theorie der Modulformen verallgemeinernden Theorie der automorphen Formen von Bedeutung.